# Marian Cristescu
Marian Cristescu (sinh ngày 17 tháng 3 năm 1985) là một cầu thủ bóng đá người România thi đấu cho Concordia Chiajna ở vị trí tiền vệ.

## Danh hiệu
FC Brașov
- Românian Second League: 2007–08

Petrolul Ploiești
- Cúp bóng đá România: 2012–13

Astra Giurgiu
- Cúp bóng đá România: 2013–14
- Siêu cúp bóng đá România: 2014